# Jaromír Gogela
Jaromír Antonín Gogela (15. února 1908 Holešov - 28. září 1995 Holešov) byl moravský pedagog, badatel a básník a synovec botanika Františka Gogely.

## Životopis

### Rodina
Narodil se do měšťanské rodiny v Holešově. Jeho otec byl Metoděj Gogela, syn bývalého mlynáře a hostinského Františka Gogely a jeho choti Veroniky, roz. Vaňharové. Byl bratrem římskokatolického kněze a floristy Františka Gogely.

### Studie a činnost
Roku 1927 složil maturitní zkoušky na Reálném gymnáziu v Holešově a posléze v letech 1928 a 1933 studoval na Filozofické fakultě Univerzity Komenského v Bratislavě latinskou a francouzskou filologii. Roku 1937 získal vysvědčení o ustavující zkoušce profesorské a stal se učitelem. Z počátku působil několik měsíců na Reálném gymnáziu v Chrudimi a tři roky v Příboře. Ve svých třiceti letech se vrátil natrvalo do rodného Holešova, kde se 19. července 1941 oženil s Helenou Benýškovou, dcerou Františka Benýška a Marie Bláhové, a založil rodinu. Na holešovském gymnáziu pak působil až do svého důchodu.
Ovládal němčinu, italštinu, hebrejštinu, španělštinu a ruštinu. Byl členem vlastivědného kroužku v Holešově.
Aktivně přednášel o historii Holešova, mezi jeho nejznámější patří Dějiny Židů na Moravě a v Holešově, Společenský a kulturní život holešovské židovské obce v minulosti, Hudba na holešovském zámku v letech 1733-1734, Prehistorické hradisko na Lysině. Několikrát byly jeho přednášky přírodovědecké: Ochrana přírody, Přírodní rezervace na Holešovsku, Významné stromy na Holešovsku. Byl autorem publikace Nástropní malby ve státním zámku v Holešově. Roku 1997 byly vydány jeho básně.
Roku 1996 mu bylo in memoriam uděleno čestné občanství města Holešova. Zemřel 28. září 1995.